# Cepheus verrucosus
Cepheus verrucosus är en kvalsterart som beskrevs av Bernini 1971. Cepheus verrucosus ingår i släktet Cepheus och familjen Cepheidae. Inga underarter finns listade i Catalogue of Life.